# Вестфалія
Вестфалія (нім. Westfalen [vɛstˈfaːlən]; ниж.-нім. Westfalen [vεs(t)ˈfɔːln]) — історична область на північному заході Німеччини. Нині разом із колишньою землею Ліппе утворює східну частину федеральної землі Північний Рейн-Вестфалія і має у своєму складі округи Арнсберг, Детмольд і Мюнстер.
Спочатку Вестфалія (разом з Ангрією[джерело?] і Остфалією) входила до складу Саксонського герцогства. Після розгрому Саксонії Фрідріхом Барбароссою на території південної частини країни 1180 року виникло Вестфальське герцогство.
Сильний вплив на політичне життя Вестфалії справляв архієпископ Кельна.
Найдраматичніші події відбувалися у Вестфалії в роки Реформації, коли анабаптисти заснували тут Мюнстерську комуну. Під кінець Тридцятирічної війни у Вестфалії був укладений мир між католиками і протестантами.
1803 року Вестфальське герцогство було скасоване, а його територію приєднано до Гессену.
Після нашестя французьких військ на початку XIX століття на короткий час було засноване французьке клієнтське Вестфальське королівство. Після розгрому Наполеона Вестфалія в 1815 році ввійшла до складу Пруссії як провінція Вестфалія і так існувала до 1946.
Після розгрому Німеччини у Другій світовій війні перебувала в британській окупаційній зоні.
1946 — разом із північною частиною Рейнської області увійшла до складу нової землі Північний Рейн-Вестфалія.
1947 — до Північного Рейну-Вестфалії приєднали колишню землю Ліппе.
У ХХІ ст. разом із колишньою землею Ліппе утворює східну частину федеральної землі Північний Рейн-Вестфалія.
Вестфалія — центр середньовічного металургійного промислу.